# فن الخاتم (خاتم كاري)

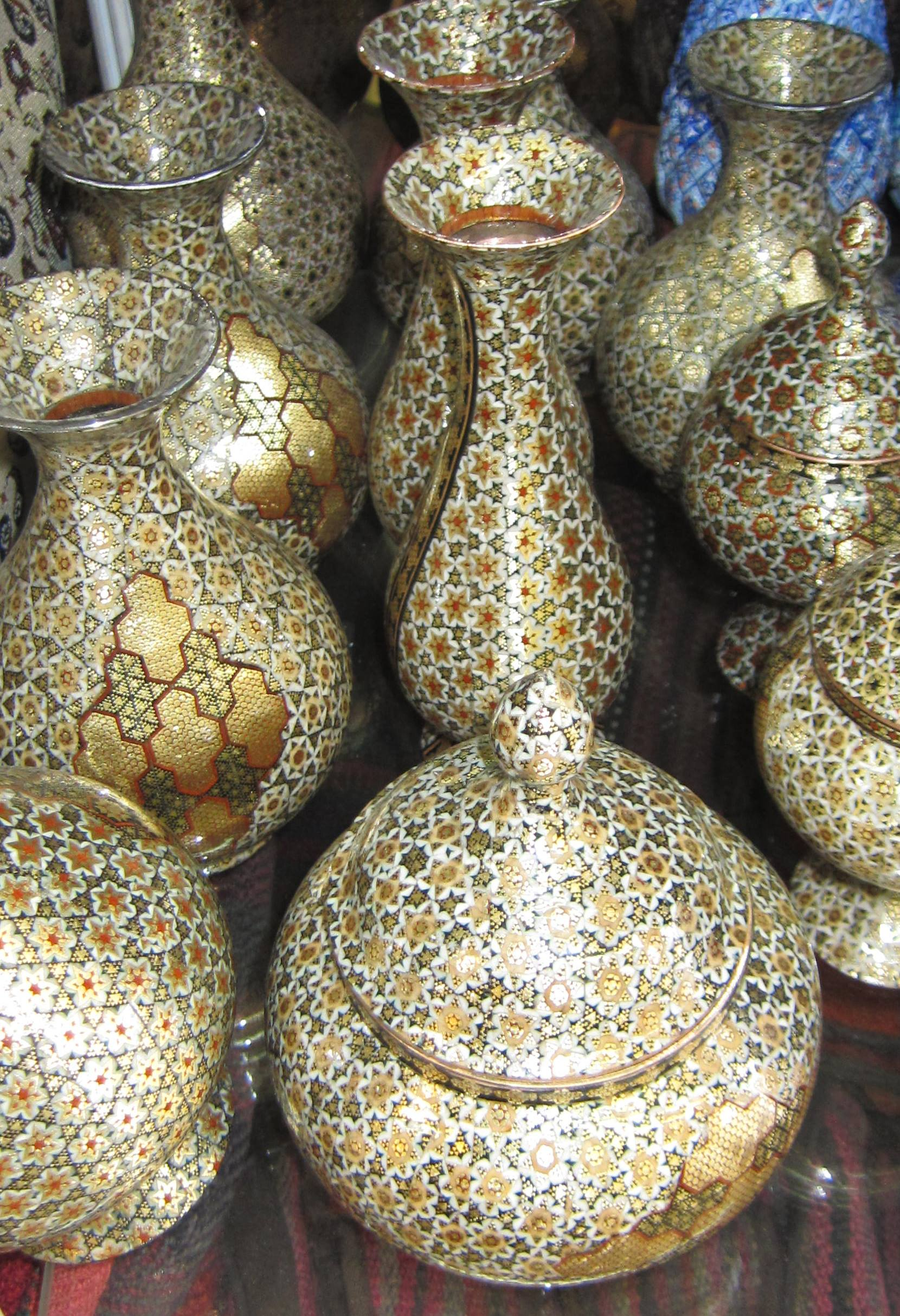
فن الخاتم كاري على التحف.

فن الخاتم (بالفارسية:خاتم كاري) هو فن فارسي قديم يتمتَّع بشهرة واسعة في إيران، ويعتمد الخاتم على تقنية مشابهة لتطعيم الخشب، وهو فن يرتكز على ترصيع أسطح القطع الخشبية بأشكال مختلفة من الفسيفساء المصنوعة من الخشب و العاج والذهب والفضة والنحاس والألمنيوم وغيرها من المعادن.

## روابط خارجية
- فن الخاتم كاري